# 全日本建設交運一般労働組合
全日本建設交運一般労働組合（ぜんにほんけんせつこううんいっぱんろうどうくみあい、英語：All japan Construction, transport and General workers' Union）は、1999年に結成された労働組合の全国組織で、正社員、パート、派遣など雇用形態を問わず、ひとりでも入れる労働組合である。正式の略称を建交労（けんこうろう）としている。ナショナルセンターの全国労働組合総連合（全労連）に加盟している。

## 概要
- 本部：東京都新宿区百人町4丁目7-2全日自労会館

以下の3つの組合が統合され結成された。

### 建設一般
組合員約2万2,000人、44都道府県本部500支部・分会
　
- 1947年:全日本土建一般労働組合（全日土建）として結成
- 1952年:全日本自由労働組合（全日自労）と名称を変更
- 1980年:全国建設および35の地方労組と合同して全日自労建設一般労働組合（建設一般全日自労）
- 1991年:農村労連と組織合同を行って全日自労建設農林一般労働組合（建設一般）

### 運輸一般
沖縄をのぞく全県に約200支部2万1,500人で構成
- 1946年:結成された全貨労連（全国貨物自動車労働組合連合会）が源流
- 1960年:トラック運輸労働者の砦として、全自運（全国自動車運輸労働組合）に発展
- 1977年:4つの地方労組と合同して、全日本運輸一般労働組合（運輸一般）

### 全国鉄動力車労働組合（全動労）
- 1974年3月:「人権と民主主義擁護・全国鉄労働者の組織統一」を旗印に結成